# Godefroid Niyombare
Godefroid Niyombare (n. 1969) es un militar burundiano que lideró un intento de golpe de Estado contra el presidente Pierre Nkurunziza el 13 de mayo de 2015. En ese momento era un general de división. Anteriormente se desempeñó como jefe militar y como Embajador de Burundi en Kenia. Además fue jefe del Servicio de Inteligencia de Burundi desde 2014 hasta febrero de 2015, cuando fue despedido por Nkurunziza.

## Carrera
Durante la guerra civil de Burundi, fue un comandante hutu en el grupo rebelde del Consejo Nacional para la Defensa de la Democracia - Fuerzas para la Defensa de la Democracia (CNDD-FDD) y participó en las conversaciones de paz con el grupo rebelde de la Fuerza de Defensa Nacional de Burundi (FDN).
Después de la guerra civil, Niyombare fue un oficial del ejército superior bajo el presidente Nkurunziza, quien lo nombró como jefe del Estado Mayor. Niyombare fue confirmado en ese puesto por votación del Senado de Burundi el 16 de abril de 2009. Fue el primer hutu en ser nombrado al frente del ejército de Burundi. Durante la Misión de la Unión Africana en Somalia, Niyombare supervisó los esfuerzos militares, con 4.400 soldados de Burundi desplegados en marzo de 2011.
A finales de 2014, Niyombare fue designado como jefe del Servicio de Inteligencia de Burundi. Se desempeñó en ese cargo durante solo tres meses, ya que fue despedido por Nkurunziza en febrero de 2015. Su despido se produjo después de la filtración de un memorando de diez páginas que escribió argumentando en contra de los planes controvertidos de Nkurunziza postularse para un tercer mandato presidencial.

### Intento de golpe de Estado
El 13 de mayo de 2015 Niyombare anunció en una radio privada un golpe de Estado contra el presidente Nkurunziza mientras este había viajado a Dar es Salaam, Tanzania. Nkurunziza, sin embargo, desmintió el golpe de Estado y anunció su regreso al país. El general golpista ordenó el cierre de las fronteras y del Aeropuerto Internacional de Buyumbura.
El 14 de mayo el intento de golpe fracasó. Temprano el 15 de mayo, Niyombare dijo que él y los demás líderes del golpe habían decidido entregarse a las fuerzas del gobierno. Niyombare dijo que esperaba que los soldados leales no los matarían. El gobierno anunció que había sido capturado.